# Tottenham Court Road (Metropolitano de Londres)
Tottenham Court Road é uma estação do Metropolitano de Londres e da Elizabeth line. Ela é atendida pelas linhas Central e Northern e está na Zona 1 do Travelcard.

## História

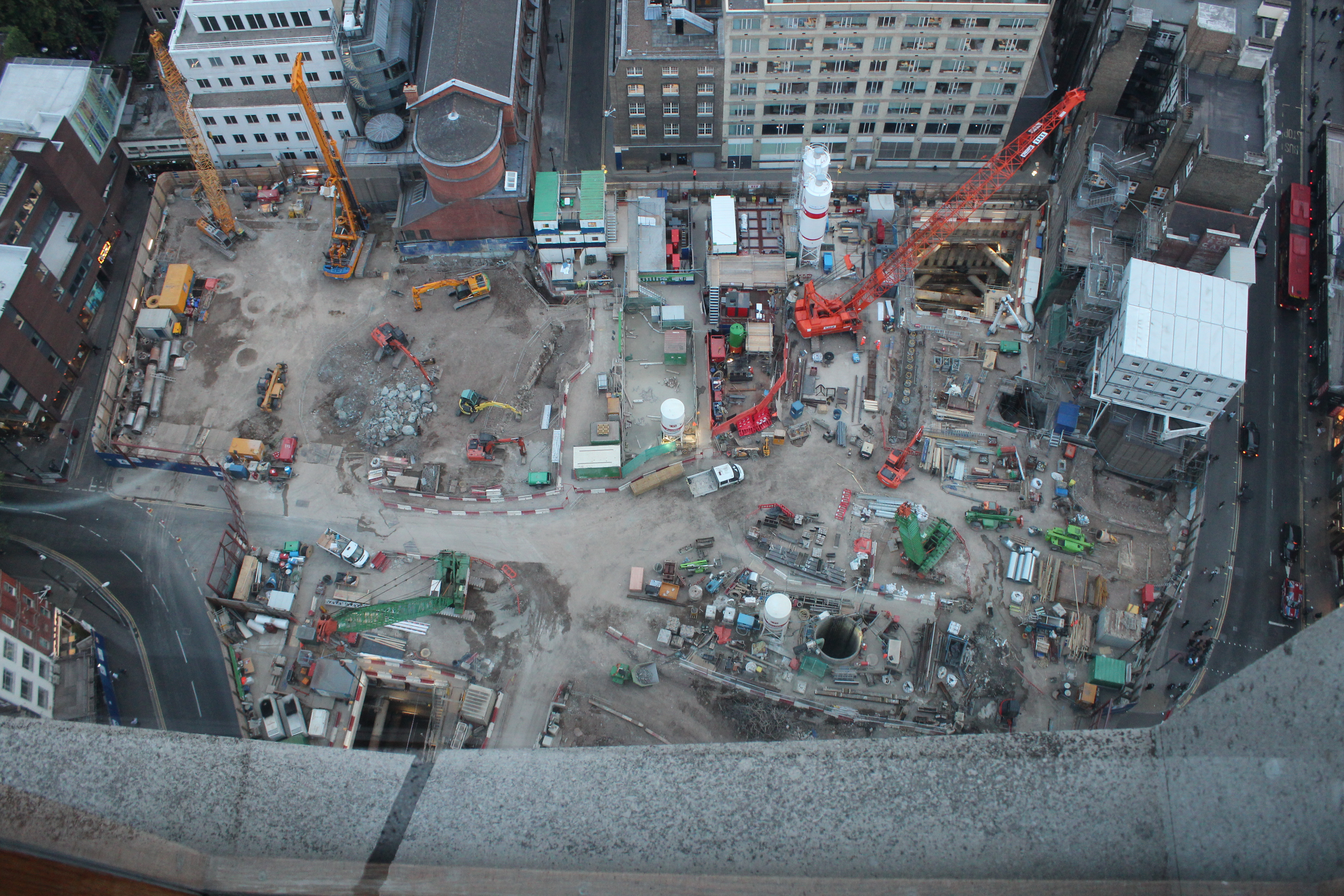
Construção da obra de ampliação da estação em 2011

A estação foi inaugurada como parte da Central London Railway (CLR) em 30 de julho de 1900. A partir dessa data até 24 de setembro de 1933, a próxima estação no sentido leste na linha Central era a agora extinta British Museum; a próxima parada nessa direção é agora Holborn. As plataformas estão sob a Oxford Street, a oeste do St Giles' Circus, e foram originalmente conectadas à bilheteria por meio de elevadores na extremidade leste das plataformas. O prédio original da estação ficava no lado sul da Oxford Street e foi projetado em comum com outras estações CLR por Harry Bell Measures. O edifício e seus vizinhos foram demolidos em 2009.
A Charing Cross, Euston & Hampstead Railway (CCE&HR, agora parte da Northern line) chegou aqui em 22 de junho de 1907 mas usou o nome Oxford Street até que um intercâmbio (ligando a linha Central a leste com a linha Northern a norte através das extremidades da plataforma) foi aberto em 3 de setembro de 1908 de quando o nome atual foi usado para ambas as linhas.
A bilheteria original ficava logo abaixo do circo St Giles e era acessada por escadas em três esquinas ao redor do circo. Seus poços de elevador originais e escadas de emergência ainda existem. Um conjunto de escadas de emergência pode ser utilizado como acesso às extremidades da plataforma da linha Northern. Os poços do elevador são usados para escritórios e instalações da estação.
A estação tinha quatro entradas para a bilheteria subterrânea dos cantos nordeste, sudoeste e noroeste do entroncamento e de uma passagem subterrânea abaixo do edifício Centre Point, que começa na Andrew Borde Street. As entradas eram frequentemente congestionadas, levando a ocasiões durante os períodos de pico do dia em que eram brevemente fechadas para evitar a superlotação na estação.
A estação foi finalmente reconstruída e atualizada em meados de 2010 como parte do projeto Crossrail para construir a linha Elizabeth, com a atualização da estação de £500 milhões levando oito anos. Para possibilitar a realização das obras de expansão da estação, tanto os teatros Astoria quanto a entrada original da linha Central foram demolidos. Durante a construção, as linhas Central e Northern foram fechadas alternadamente durante vários meses para permitir a realização de obras de modernização.

## Serviços
Os serviços de Tottenham Court Road são operados pelo Metropolitano de Londres (tanto na Central line como na Northern line) e pela Elizabeth line.